# Мёккель, Отто
Отто Мёккель (нем. Otto Möckel; 10 мая 1869, Берлин, Пруссия, ныне Германия — 23 января 1937, там же) — немецкий скрипичный мастер и инструментовед. Представитель династии скрипичных мастеров: сын и ученик Освальда Мёккеля (1843—1912), брат Макса Мёккеля (1873—1937).

## Биография
Совершенствовался в Великобритании, работал в Берлине в мастерской отца, затем в Дрездене. С 1912 года жил и работал в Берлине. Один из наиболее разносторонне эрудированных немецких скрипичных мастеров и знатоков смычковых инструментов. Скрипки его работы ценились очень высоко и пользовались популярностью у многих известных исполнителей, в частности Георга Куленкампфа и других. В теоретических трудах исследовал принципы и методы работы итальянских скрипичных мастеров XVII—XVIII веков. В 1928 году основал журнал «Скрипка» (нем. Die Geige, Берлин). Опубликовал много инструментоведческих статей в немецких специальных журналах. Переработал книгу Альберта Фукса «Цена смычковых инструментов» (нем. Тахе der Streichinstrumente, 1929).
Был женат первым браком на Эмилии Мёккель, урождённой Юон (1869—1929), пианистке, сестре Константина и Павла Юонов.

## Сочинения
- Das Konstruktionsgeheimnis der alten italienischen Meister. — Berlin, 1925.
- Die Kunst des Geigenbaues. — Leipzig, 1930; Berlin, 1954.